# Túnica albugínea do testículo
A túnica albugínea do testítulo (/ˈtuːnɪkə ˌælbəˈdʒɪniːə/ US dict: tōō'·nĭ·kə ăl'·bə·jĭn'·ē·ə) é a cobertura fibrosa da testículo. É uma membrana azul-acinzentada densa, composta de feixes de tecido fibroso branco, do qual deriva o seu nome  albugínea, que significa "que se entrelaça em todas as direções".
A túnica albugínea é coberta pela túnica vaginal, exceto nos pontos de fixação do epidídimo para o testículo, e ao longo de sua borda posterior, onde os vasos espermáticos entrar na glândula.
A túnica albugínea é aplicada à túnica vascular através da substância glandular do testículo, e, na sua borda posterior, é refletida para o interior da glândula, formando um septo vertical, incompleto, chamado de testículo mediastino (corpus Highmori).

## Imagens

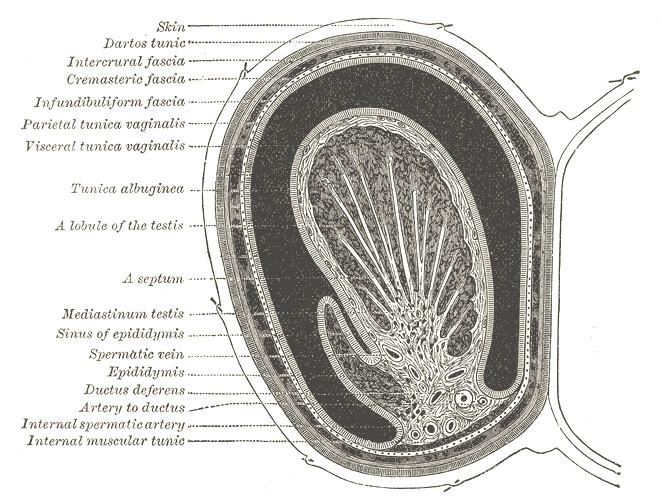
Corte transversal através do lado esquerdo do escroto e dos testículos esquerda.
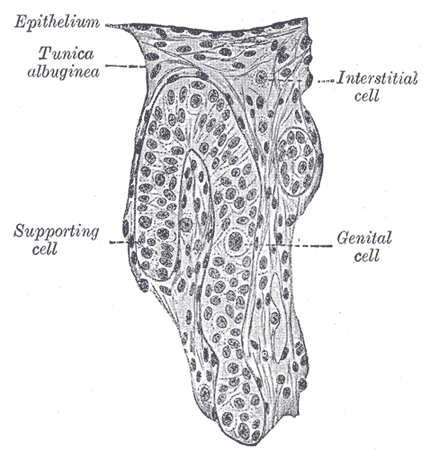
Secção de uma túnica do testículo de um embrião humano 3,5 centímetros de comprimento.
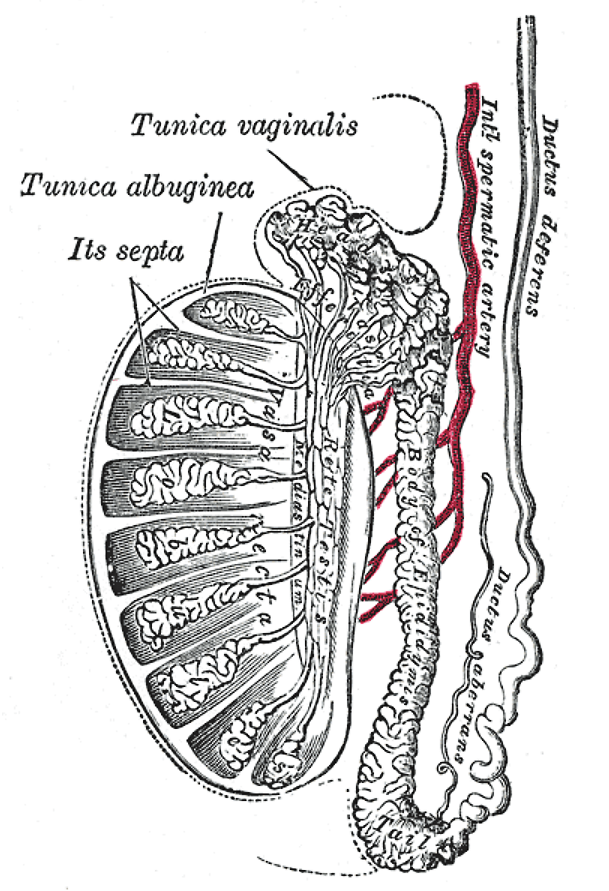
Seção vertical do testículo, mostrando a disposição das condutas.